# Formule 3000
De Formule 3000 was een raceklasse die heeft bestaan van 1985 tot 2004, en werd in 1985 in Silverstone opgericht door de FIA. De Formule 3000 verving de te duur bevonden Formule 2 en gold als opstap naar de Formule 1.
Aanvankelijk werd veelal gebruikgemaakt van voormalige Formule 1-motoren van Ford Cosworth die in onbruik waren geraakt doordat de meeste Formule 1-teams op turbomotoren waren overgeschakeld. De naam Formule 3000 refereert aan de motorinhoud van 3000 cc. Ook kwamen in de beginfase enkele omgebouwde Formule 1-wagens aan de start van Williams en Arrows. Die legden het qua prestatie echter af tegen de speciaal voor de Formule 3000 ontwikkelde chassis van Ralt, March en Lola.
In de periode 1985-1995 mochten teams hun uitrusting van verschillende leveranciers betrekken, vanaf 1996 werd er in identieke auto's geracet. Lola, Zytek en Avon werden door de FIA als leveranciers van respectievelijk chassis, motoren en banden aangewezen. De motor van een Formule 3000 racewagen had zoals gezegd een inhoud van 3000 cc, acht cilinders en genereerde 500 pk. Het toerental was begrensd op 9000.
Formule 3000-coureurs waren meestal afkomstig uit de kartcompetitie en ambieerden een doorstroom naar de Formule 1.
De startplaats in een Formule 3000 race werd bepaald door een kwalificatiesessie. De coureur met de snelste rondetijd startte vanaf de eerste plek, de zogenaamde pole position. Een coureur die tijdens de kwalificatiesessie een tijd van meer dan 107% van de coureur op pole position neerzette, kwalificeerde zich niet voor de hoofdrace. Gezien het identieke materiaal, waren de verschillen in de kwalificatie minimaal. Méér dan in de Formule 1, waar een cruciale rol voor het materiaal is weggelegd, speelden in de Formule 3000 de kwaliteiten van de coureur een rol. In een Formule 3000 race startte maximaal 26 wagens vanuit stilstand, dit nadat ze een warming-up ronde hebben gereden. De zes coureurs die in een race het hoogst eindigden kregen respectievelijk 10, 6, 4, 3, 2 en 1 punt(en). Degene die na een seizoen van tien of twaalf races het hoogste puntenaantal had verzameld, mocht zich wereldkampioen noemen.
In 2004 werd de Formule 3000 opgevolgd door de GP2. Naast de Formule 3000 bestaat er nog wel de Euro F3000, waar geracet wordt met oude Formule 3000 wagens.

## Coureurs
Coureurs die succesvol waren in de Formule 3000 zijn onder andere Vitantonio Liuzzi, Robert Doornbos, Sébastien Bourdais, Justin Wilson, Nick Heidfeld, Juan Pablo Montoya, Olivier Panis, Luca Badoer, Jean Alesi, Tomáš Enge en Bruno Junqueira.

## Statistieken
| Jaar | Kampioen                 | Tweede             | Derde              |
| ---- | ------------------------ | ------------------ | ------------------ |
| 1985 | Christian Danner         | Mike Thackwell     | Emanuele Pirro     |
| 1986 | Ivan Capelli             | Emanuele Pirro     | Pierluigi Martini  |
| 1987 | Stefano Modena           | Luis Perez-Sala    | Roberto Moreno     |
| 1988 | Roberto Moreno           | Olivier Grouillard | Martin Donnelly    |
| 1989 | Jean Alesi               | Érik Comas         | Éric Bernard       |
| 1990 | Érik Comas               | Eric van de Poele  | Eddie Irvine       |
| 1991 | Christian Fittipaldi     | Alessandro Zanardi | Emanuele Naspetti  |
| 1992 | Luca Badoer              | Andrea Montermini  | Rubens Barrichello |
| 1993 | Olivier Panis            | Pedro Lamy         | David Coulthard    |
| 1994 | Jean-Christophe Boullion | Franck Lagorce     | Gil de Ferran      |
| 1995 | Vincenzo Sospiri         | Ricardo Rosset     | Kenny Bräck        |
| 1996 | Jörg Müller              | Kenny Bräck        | Marc Goossens      |
| 1997 | Ricardo Zonta            | Juan Pablo Montoya | Jason Watt         |
| 1998 | Juan Pablo Montoya       | Nick Heidfeld      | Gonzalo Rodríguez  |
| 1999 | Nick Heidfeld            | Jason Watt         | Gonzalo Rodríguez  |
| 2000 | Bruno Junqueira          | Nicolas Minassian  | Mark Webber        |
| 2001 | Justin Wilson            | Mark Webber        | Tomáš Enge         |
| 2002 | Sébastien Bourdais       | Giorgio Pantano    | Tomáš Enge         |
| 2003 | Björn Wirdheim           | Ricardo Sperafico  | Giorgio Pantano    |
| 2004 | Vitantonio Liuzzi        | Enrico Toccacelo   | Robert Doornbos    |

1985 ·
1986 ·
1987 ·
1988 ·
1989 ·
1990 ·
1991 ·
1992 ·
1993 ·
1994 ·
1995 ·
1996 ·
1997 ·
1998 ·
1999 ·
2000 ·
2001 ·
2002 ·
2003 ·
2004